# 安托万·基赞加
安托万·基赞加（法語：Antoine Gizenga，1925年10月5日—2019年2月24日），刚果民主共和国政治家，卢蒙巴主义统一党领袖，曾任刚果共和国（斯坦利维尔）代总理及刚果民主共和国总理。